# Sv. Jernej nad Muto
Sv. Jernej nad Muto is een plaats in Slovenië en maakt deel uit van de gemeente Muta in de NUTS-3-regio Koroška. De plaats telde 126 inwoners op 1 januari 2020.